# Laval (Kanada)
Laval egy kanadai város Québec tartományban, a montréali agglomeráció része. 2021-ben a város népessége 443 192 volt, amivel Kanada 13. legnépesebb települése, Québec tartományban a harmadik Montréal és Québec után.

## Közlekedés
A montréali metró narancssárga vonalát 2007-ben hosszabbították meg Lavalig, ahol 3 állomást helyeztek el.

## Sport
| Csapat                  | Sport            | Bajnokság                         | Aréna                           |
| ----------------------- | ---------------- | --------------------------------- | ------------------------------- |
| Associés de Laval       | baseball         | Ligue de Baseball Élite du Québec | Parc Montmorency                |
| Sabercats Rive-Nord     | kanadai futball  | Quebec Junior Football League     | Parc Cartier                    |
| Laval Comets            | labdarúgás (női) | W-League                          | Centre Sportif Bois-de-Boulogne |
| Laval Rocket            | jégkorong        | American Hockey League            | Place Bell                      |
| Les Pétroliers de Laval | jégkorong        | Ligue nord-américaine de hockey   | Colisée de Laval                |

## Nemzetközi kapcsolatok

### Testvérvárosok
- Botosán, Románia
- Klagenfurt am Wörthersee, Ausztria
- Laval, Franciaország
- Nizza, Franciaország
- Pedro Aguirre  Cerda, Chile
- Ribeira Grande, Portugália
- San Salvador, Salvador